# Terrier irlandais Glen of Imaal
Pour les articles homonymes, voir Terrier irlandais (homonymie).
Le terrier irlandais Glen of Imaal (en anglais : Irish Glen of Imaal Terrier ; en irlandais : Brocaire Uí Mháil)) est une race de chiens originaire d'Irlande. Il s'agit d'une ancienne race irlandaise utilisée traditionnellement dans le comté isolé de Glen of Imaal. Le Kennel Club irlandais reconnait la race en 1934. Le terrier irlandais Glen of Imaal est une race plutôt rare.
Le terrier irlandais Glen of Imaal est un terrier de taille moyenne et de type bassetoïde. La queue est écourtée dans les pays qui autorisent la caudectomie. Les petites oreilles sont portées en rose ou semi-dressées quand le chien est attentif, en arrière de la tête au repos. De longueur moyenne, le poil est de texture rêche avec un sous-poil doux. Deux couleurs de robe sont acceptées : le bringé bleu et le froment.
Le terrier irlandais Glen of Imaal est un ancien chien de chasse et chien ratier. C'est à présent un chien de compagnie.

## Historique
Le terrier irlandais Glen of Imaal est une ancienne race irlandaise de chien de terrier, utilisée traditionnellement dans le comté de Glen of Imaal, composé de terrains et d'un climat difficiles. Il est alors utilisé comme un chien de chasse, mais également comme un chien de combat et dans les roues à chiens. Les cynophiles s'intéressent à cette race régionale qu'à partir du milieu du XIXe siècle. Le Kennel Club irlandais reconnait la race en 1934.
Avec aucune inscription au livre des origines français (LOF) en 2012, la race est quasiment inconnue en France. Au Royaume-Uni, avec 41 à 89 inscriptions sur les registres du Kennel Club anglais chaque année, la race est très rare, même parmi le groupe des terriers. Aux États-Unis en 2013, le terrier Kerry Blue est la 167e race la plus populaire sur 177, selon l'American Kennel Club.

## Standard

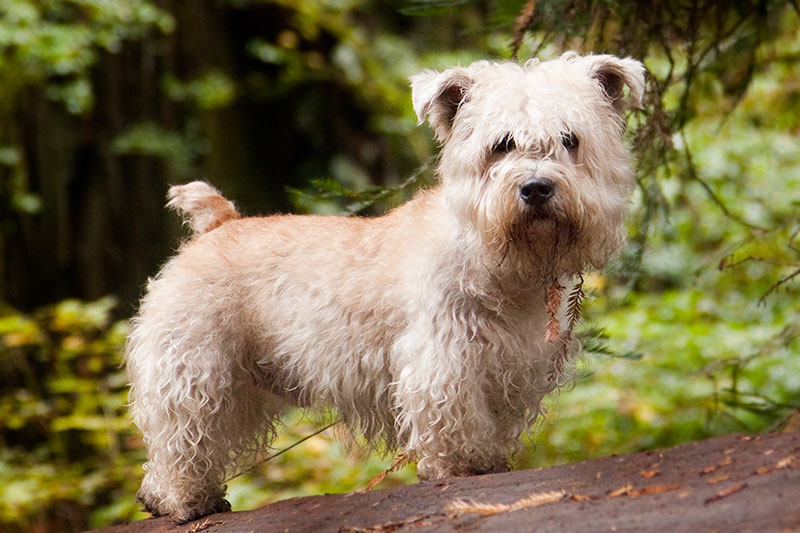
Un terrier irlandais Glen of Imaal.

Le terrier irlandais Glen of Imaal est un terrier de taille moyenne et de type bassetoïde. Le corps est bien descendu et long, avec un dessus droit, des reins forts et une poitrine large et forte, aux côtes bien cintrées. La queue est écourtée dans les pays qui autorisent la caudectomie. Elle est portée gaiement.
Le crâne de bonne largeur est assez long, le stop est marqué et se prolonge par un museau dénotant la puissance qui s'amenuise vers l'extrémité jusqu'à la truffe noire. Les yeux de taille moyenne sont bruns, ronds et bien écartés. Les petites oreilles sont portées en rose ou semi-dressées quand le chien est attentif, en arrière de la tête au repos.
De longueur moyenne, le poil est de texture rêche avec un sous-poil doux. Deux couleurs de robe sont acceptées : le bringé bleu, qui ne oit pas virer au noir et le froment, variant du froment clair au froment doré tirant sur le rouge.

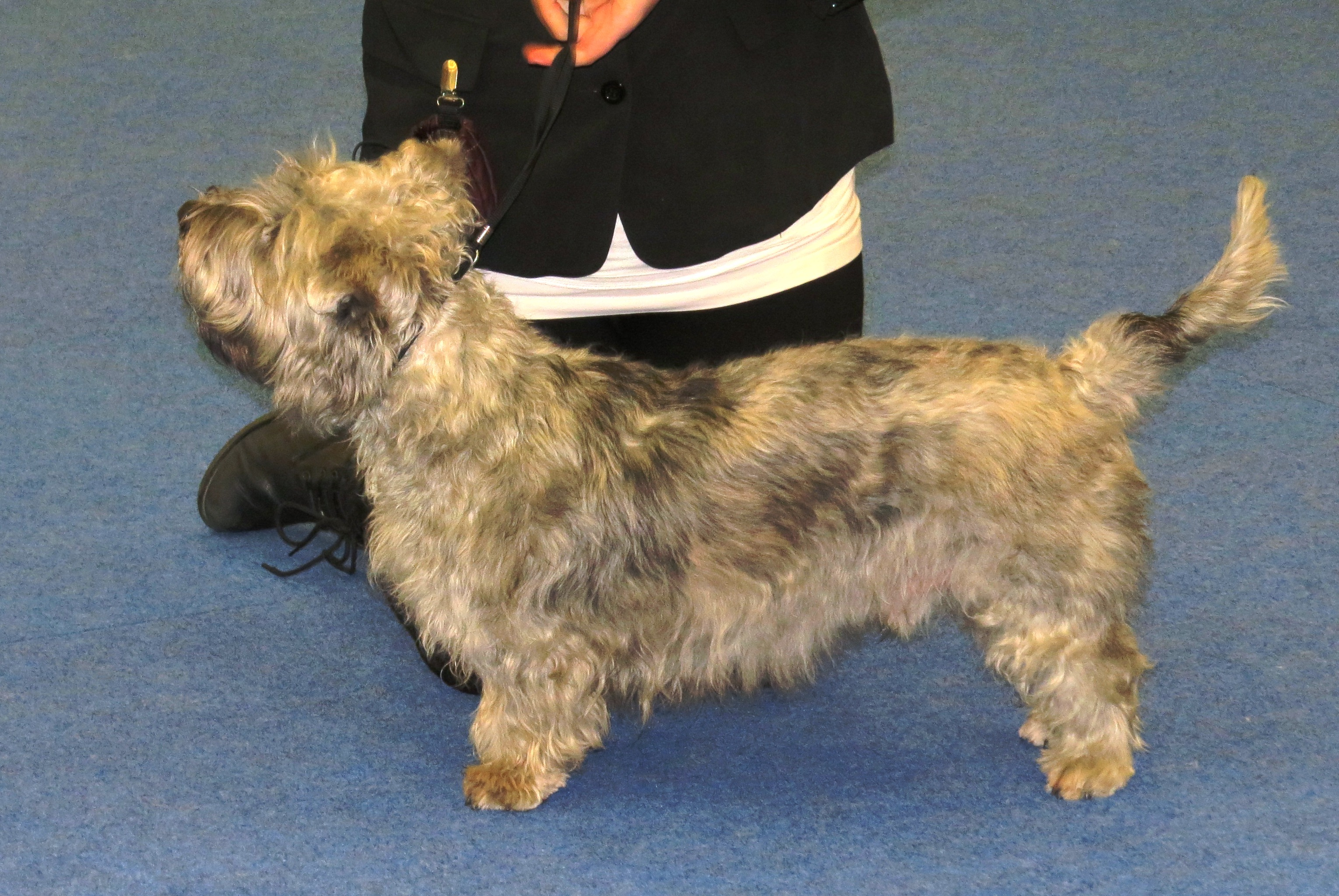
Un sujet bringé bleu, présenté à l'exposition canine d'Helsinki.
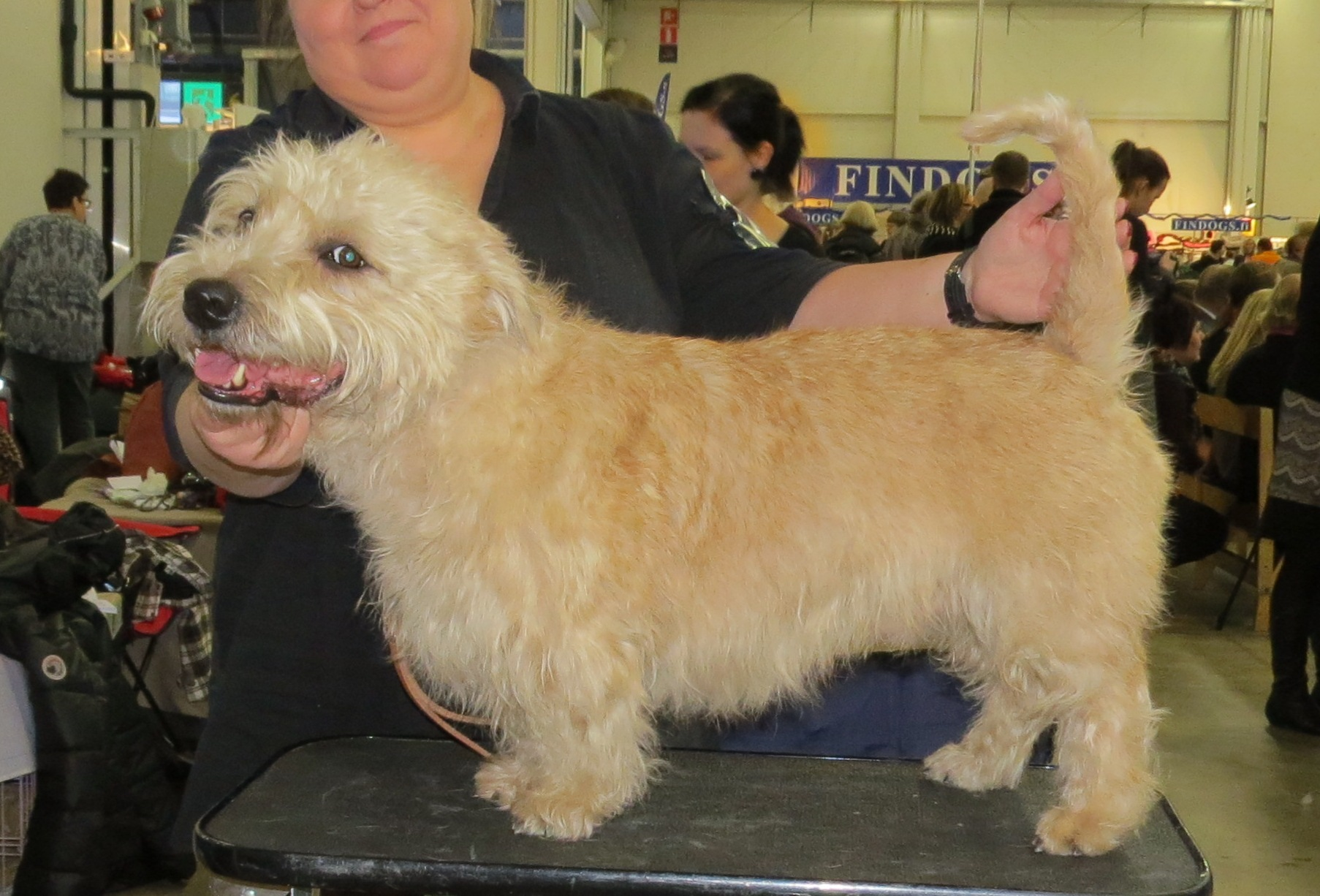
Un sujet froment, présenté à l'exposition canine d'Helsinki.

## Caractère
Le standard de la Fédération cynologique internationale (FCI) décrit la race comme active, agile et silencieuse au travail. Le tempérament est ardent et courageux à la demande, sinon doux et docile. Il est fidèle et affectueux avec sa famille et considéré d'un tempérament moins excité que les autres terriers.

## Utilité

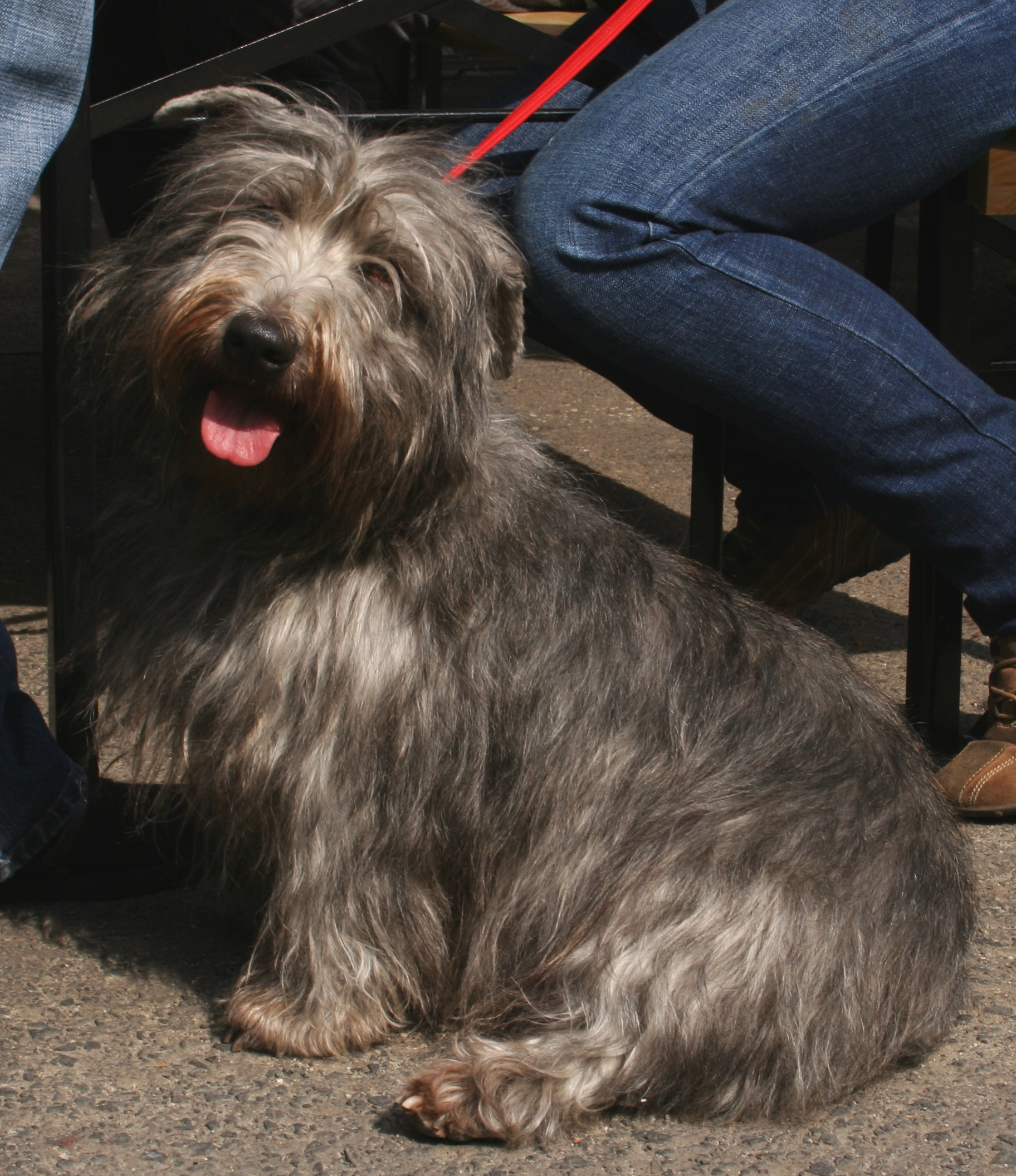
Le terrier irlandais Glen of Imaal est surtout utilisé comme un chien de compagnie.

Le terrier irlandais Glen of Imaal est à l'origine un chien de chasse pour le blaireau, le renard et les nuisibles et comme chien de combat. Il est à présent un chien de compagnie.

## Croissance

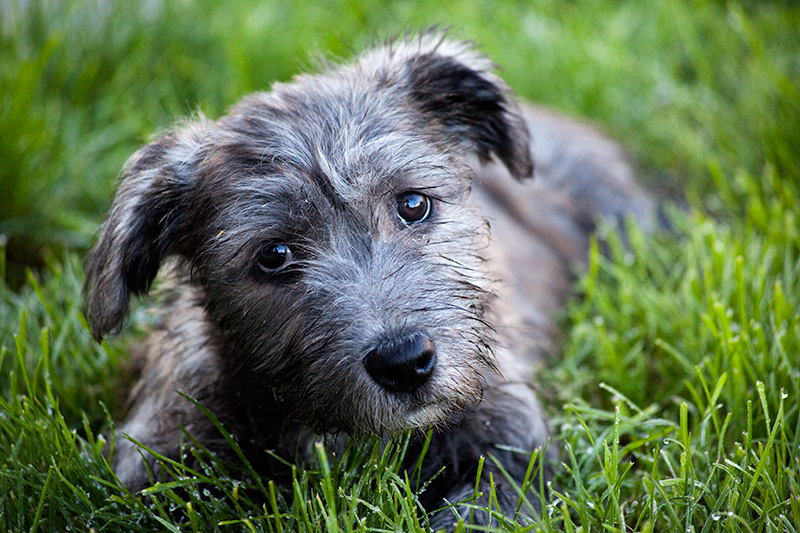
La robe du chiot évolue durant la croissance.

La robe des chiots évoluent durant la croissance avant de prendre leur couleur définitive. Ils peuvent naître de couleur bleue, froment ou rougeâtre, portant parfois un masque sombre sur la face ou une raie bleue le long du dos, de la queue et des oreilles.

## Santé
Le club français d'élevage de la race recommande de tester les terriers Kerry Blue pour les maladies héréditaires suivantes : la dysplasie de la hanche et l'atrophie rétinienne progressive.